# 郓城镇
郓城镇是中国山东省菏泽市郓城县下辖的一个镇。

## 行政区划
郓城镇下辖南城社区、乐园社区、唐塔社区、西苑社区、东城社区、盛平社区、胜利社区、水浒社区、文汇社区、花园社区、金润社区、隆兴社区、和平社区、徐屯社区、八里河社区、金河社区、庞园村、三里庄村、三义村、赵庄村、司店村、魏路口村、洪庙村、王垓村、司庄村、宁庄村、东侯庄村、北关外王庄村、徐庄村、教场苏庄村、北侯庄村、侯一庄村、东代庄村、苑梁庄村、张夏庄村、和睦庄村、张李庄村、义和里村、闫庄村、姚垓村、芦庄科村、前葛营村、后葛营村、西葛营村、安屯村、侯庙村、王庄村、周庄村、李河口村、富李庄村、刘花园村、彭庄村、南边庄村、吕庄村、郭林村、申厂村、王沙湾村、东八里庄村、丁庙村、刘梅村、旷庙苏庄村、西樊村、七里铺村、西高村、蝙刘村、大樊村、八里庄村、郭颜庄村、楚寨村、西代庄村、孙庄村、汪堤村、李庄村、西辛庄村、赵园村、粉张庄村、胡坑村、罗庄村、宋屯村、梁何庄村、义和村、刁东村、刁西村、宋堂村、团柳树村、徐李庄村、祝庄村、田庄村、樊周楼村、魏庄村。